# Ларин, Иван Васильевич (академик ВАСХНИЛ)
Ива́н Васи́льевич Ла́рин (10 июня 1889, с. Миусс — 4 мая 1972, Ленинград) — советский учёный в области луговодства, академик ВАСХНИЛ. Герой Социалистического Труда.

## Биография
- 1906 принимал участие в революционном движении, за что был отправлен в ссылку в Сибирь.
- 1908—1917 отбывал наказание в Сибирской ссылке. Во время отбывания наказания увлёкся изучением флоры Прибайкалья.
- 1918—1923 работал в Уральске в различных сельскохозяйственных учреждениях.
- 1925 окончил Ленинградский географический институт.
- 1924—1925 почвовед-ботаник Урало-Букеевской экспедиции Киргнаркомзема
- 1926—1928 зав. Казахским почвенно-ботаническим бюро
- 1928—1929 почвовед-эксперт Московского почвенного института
- 1929—1932 профессор, зав. кафедрой кормопроизводства Омского СХИ
- 1932—1937 зав. отделом лугов и пастбищ Института кормов (1932—1937)
- 1938—1972 заведующий (1938—1963), профессор-консультант (1963—1972) кафедры луговодства Ленинградского СХИ.
- В 1942—1943 гг. заведовал кафедрой луговодства и одновременно исполнял обязанности декана агрономического факультета эвакуированного на Алтай Пушкинского сельскохозяйственного института. С 1944 г. был заместителем директора по учебной и научной работе Алтайского сельскохозяйственного института.

Одновременно в 1938—1940, 1950—1956 старший научный сотрудник Ботанического института им. В. Л. Комарова АН СССР.
Доктор биологических наук (1935), профессор (1930), академик ВАСХНИЛ (1956).

## Память
- На здании Ленинградского сельскохозяйственного института (Петербургское шоссе 2) в 1973 году была установлена мемориальная доска (архитектор В. В. Исаева) с текстом: «В Ленинградском сельскохозяйственном институте с 1938 по 1972 год работал видный ученый-луговод, заслуженный деятель науки РСФСР, Герой Социалистического Труда, академик Иван Васильевич Ларин»[1].

## Награды
- Заслуженный деятель науки РСФСР (1947).
- Герой Социалистического Труда (1966).
- Лауреат Сталинской премии (1950),
- награждён орденом Ленина (1966), двумя орденами Трудового Красного Знамени (1943, 1960), 3 медалями СССР, Большой серебряной медалью, бронзовыми медалями и золотой медалью ВСХВ.
- Лауреат премии им. академика В. Р. Вильямса (1959).
- Почётный член Всесоюзного ботанического общества (1964), Польского общества луговодов и мелиораторов (1966), почётный доктор (1960) Редингского университета (Англия).
- Почётный гражданин г. Уральска (1967).

## Основные работы
- Краткое пособие по изучению естественных кормов. — М.: Сельхозгиз, 1930. — 80 с.
- Кормовые растения сенокосов и пастбищ СССР. — М.; Л., 1950—1956. Т. 1-3 (соавт.);
- Пастбищное содержание скота / Соавт. А. С. Доброхотов. — Л.: Лениздат, 1951. — 212 с.
- Определение почв и сельскохозяйственных угодий по растительному покрову в степи и полупустыне междуречья Волго-Урал. — М.: Сельхозгиз, 1953. — 151 с.
- Природные сенокосы и пастбища / Соавт.: В. А. Бориневич и др. — М.: Сельхозиздат, 1963. — 549 с.
- Практикум по луговодству и пастбищному хозяйству / Соавт. Т. Р. Годлевский и др. — 2-е изд., перераб. — М.: Колос, 1964. — 239 с.
- Луговодство и пастбищное хозяйство. 3-е изд. Л., 1969;
- Избранные труды. — М., 1978.

### Статьи
- Ларин И. В. Инвентаризация кормовых растений естественных сенокосов и пастбищ // Природа. — 1939. — № 1. — С. 46—53.
- Ларин И. В. Кормовые растения сенокосов и пастбищ СССР // Природа. — 1955. — № 7. — С. 99—103.